# Список померлих 2005 року
Це список значимих людей, що померли 2005 року, упорядкований за датою смерті.

## Січень

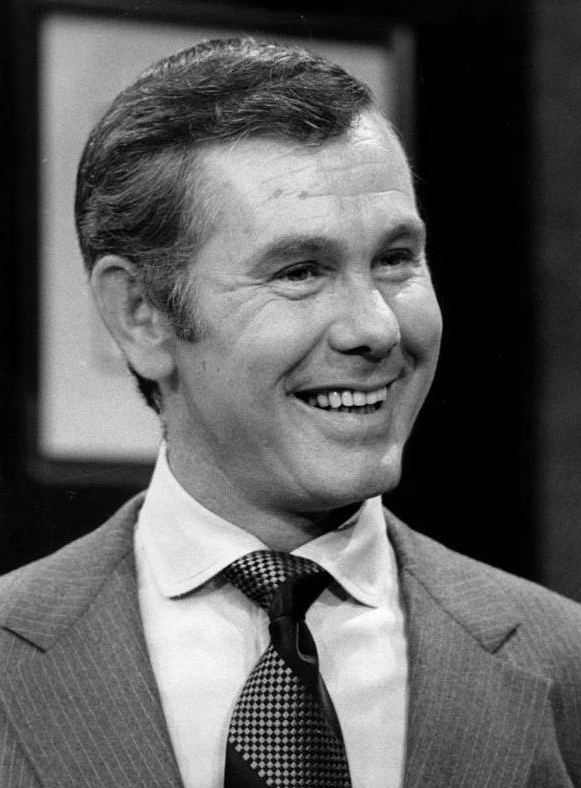
Джонні Карсон

7 січня — Жупанин Степан Ілліч, український письменник, педагог (*1936)
7 січня — Розмарі Кеннеді, сестра президента США Джона Кеннеді, що за наполяганням батька перенесла префронтальну лоботомію (*1918)
10 січня — Жозефіна-Шарлотта Бельгійська, бельгійська принцеса із Саксен-Кобург-Готської династії, матір правлячого великого герцога Анрі (*1927)
11 січня — Єжи Павловський, польський фехтувальник на шаблях та шпигун (*1932)
15 січня — Кларк Дарльтон, німецький письменник-фантаст (*1920)
17 січня — Чжао Цзиян, китайський державний і політичний діяч, прем'єр Державної ради КНР (1980—1987), Генеральний секретар ЦК КПК (1987—1989) (*1919)
20 січня — Парвін Бабі, індійська актриса і фотомодель (*1954)
23 січня — Джонні Карсон, американський журналіст, телеведучий і режисер (*1925)
- Джонні Карсон

## Лютий
9 лютого — Кириченко Раїса Опанасівна, українська співачка (*1943)
10 лютого — Артур Міллер, американський драматург і прозаїк (*1915)
14 лютого — Рафік Харірі, ліванський мільярдер і політичний діяч, Прем'єр-міністр Лівану (*1944)
17 лютого — Зубрицький Анатолій Федорович, радянський футболіст, футбольний тренер (*1920)
20 лютого — Босацький Володимир Михайлович, український акушер-гінеколог (*1936)
20 лютого — Гантер Томпсон, американський журналіст і письменник, творець літературного стилю ґонзо (*1937)

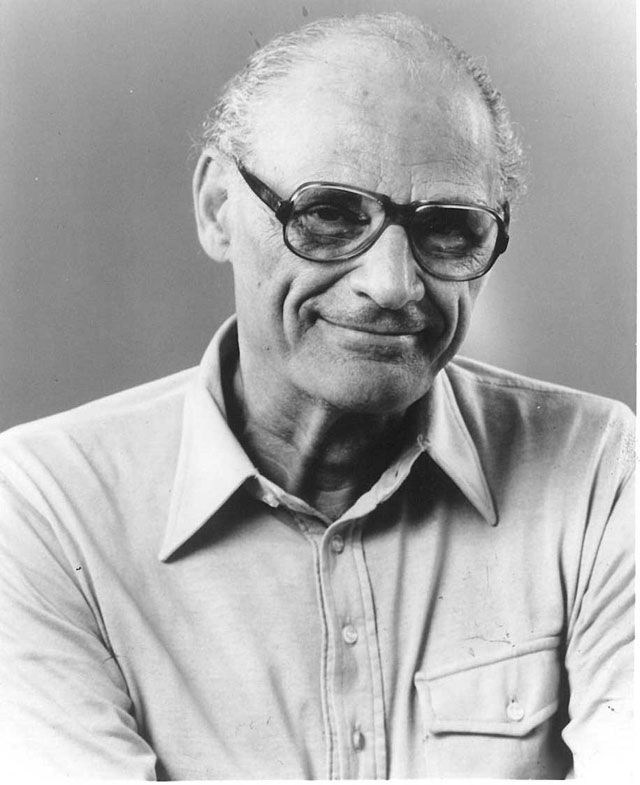
Артур Міллер
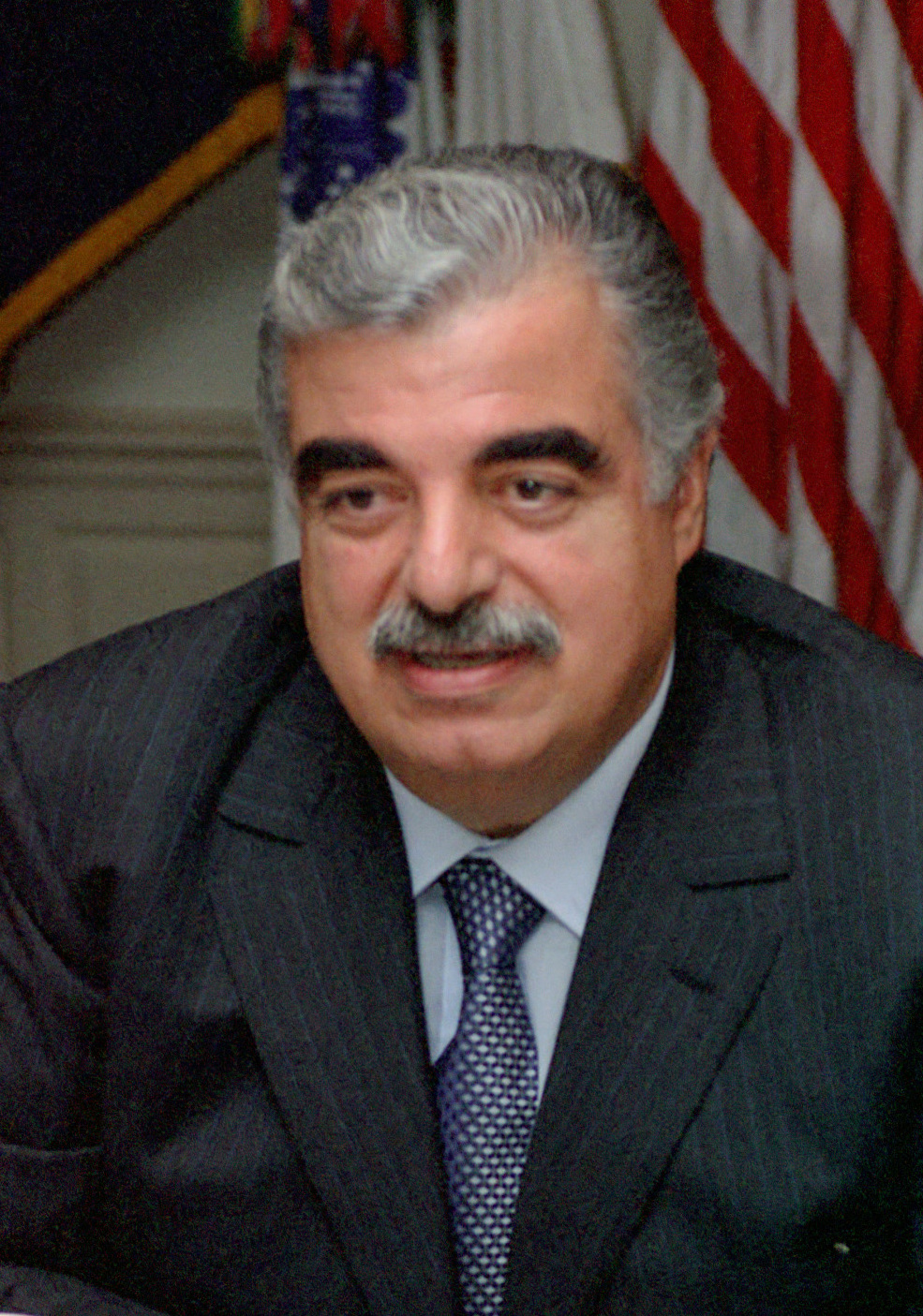
Рафік Харірі
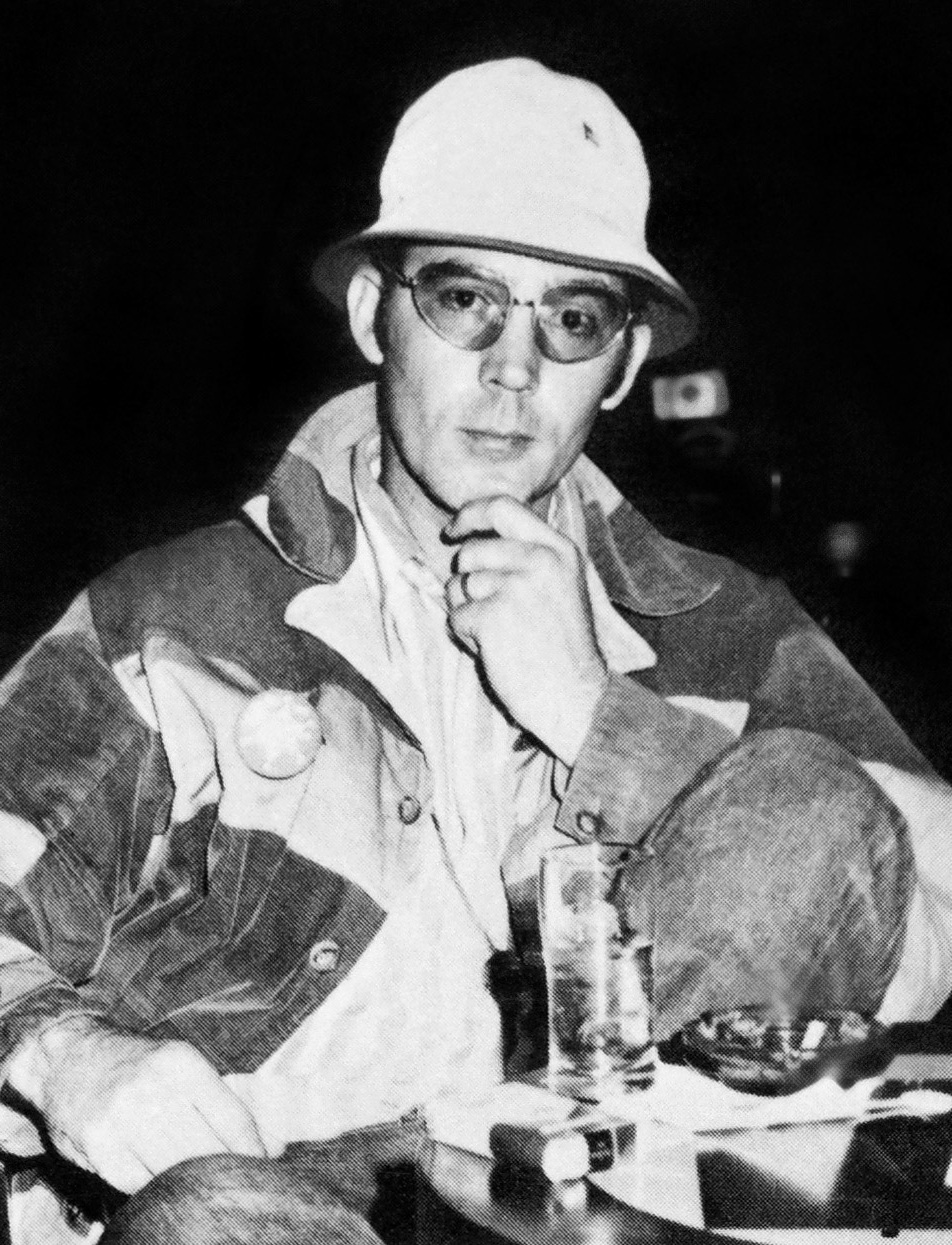
Гантер Томпсон

## Березень

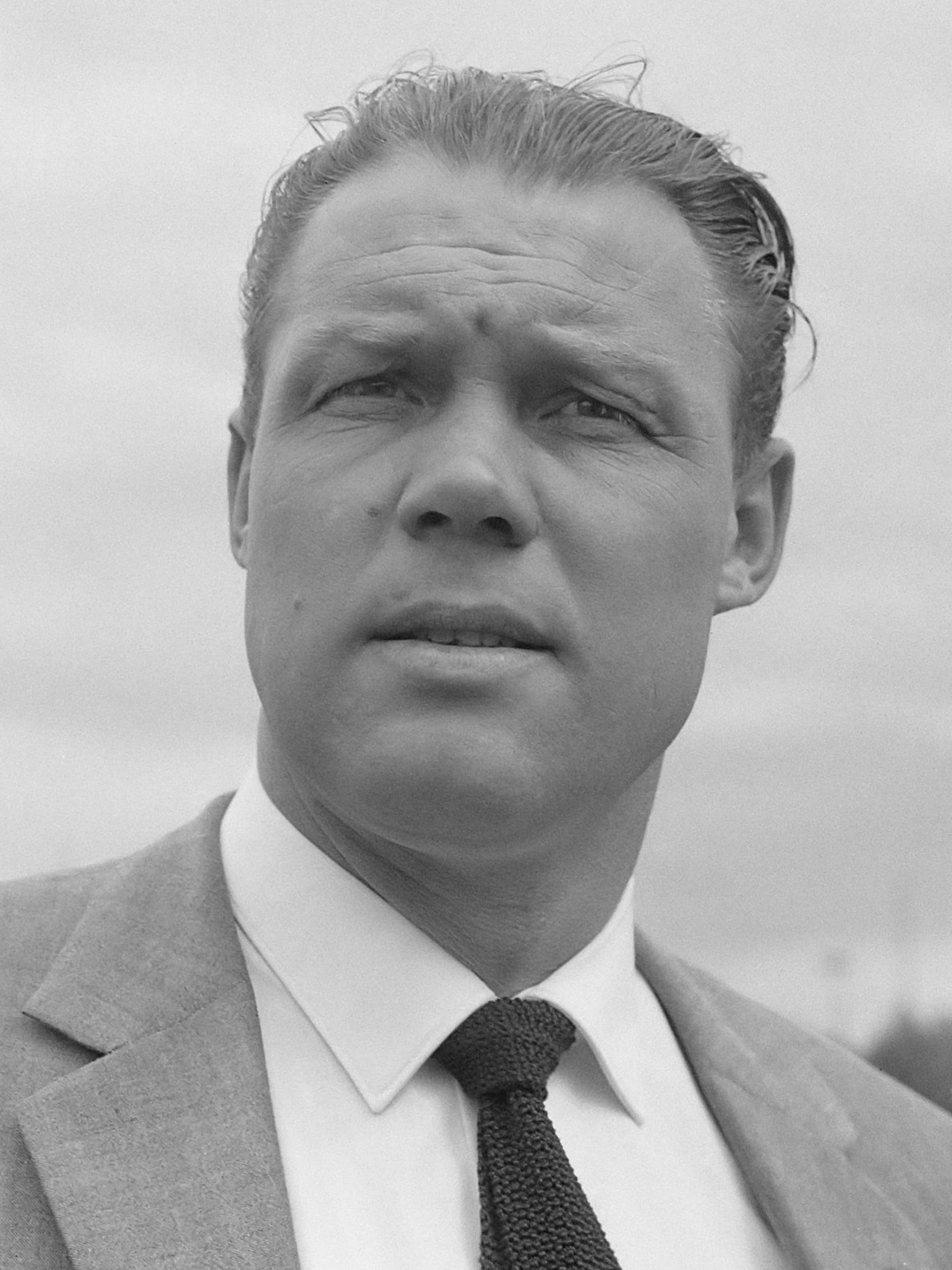
Рінус Міхелс
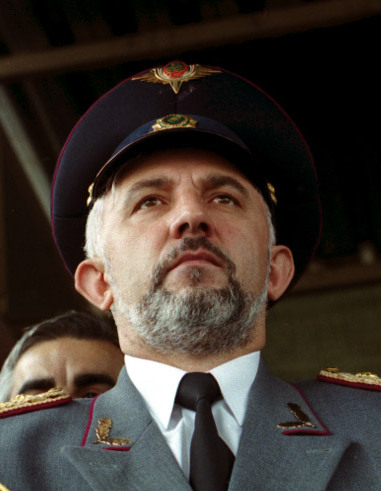
Аслан Масхадов
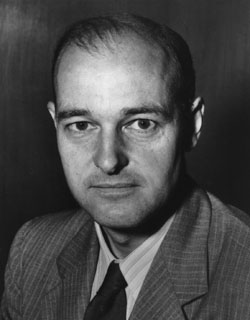
Дж. Ф. Кеннан
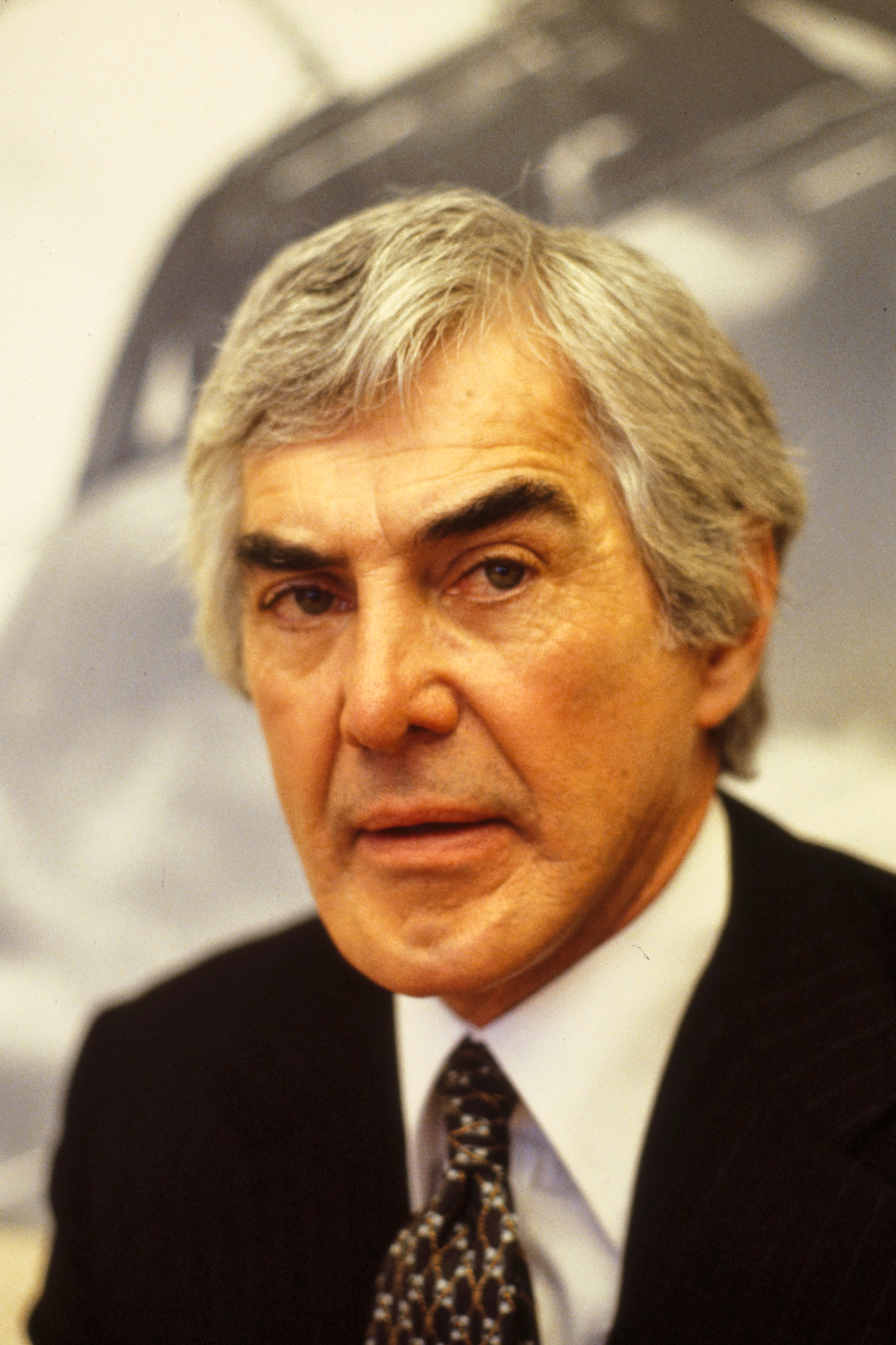
Джон Делореан

3 березня — Рінус Міхелс, нідерландський футболіст, футбольний тренер (*1928)
4 березня — Кравченко Юрій Федорович, міністр внутрішніх справ України (1995—2001), звинувачений у зникненні опозиційного журналіста Георгія Гонгадзе (*1951)
8 березня — Масхадов Аслан Алієвич, чеченський політик, президент невизнаної Чеченської Республіки Ічкерія (*1951)
8 березня — Міліндер Лев Максович, радянський і російський актор театру і кіно (*1930)
10 березня — Костецький Анатолій Георгійович, український дитячий письменник, перекладач, мовознавець (*1948)
11 березня — Горностай Петро Сидорович, український психолог (*1923)
13 березня — Пилипенко Володимир Степанович, віце-адмірал, Герой Радянського Союзу, учасник оборони Севастополя, патріот незалежної України (*1918)
14 березня — Андре (Аліса Марія) Нортон, американська письменниця-фантаст (*1912)
17 березня — Джордж Фрост Кеннан, американський дипломат, політолог та історик (*1904)
19 березня — Джон Делореан, американський інженер румунсько-угорського походження, менеджер, конструктор автомобілів (*1925)
22 березня — Танге Кендзо, японський архітектор (*1913)
26 березня — Джеймс Каллаган, прем'єр-міністр Великої Британії (1976—1979) (*1912)
26 березня — Лучко Клара Степанівна, радянська російська акторка театру і кіно українського походження (*1925)
29 березня — Карнабіда Андрій Антонович, український архітектор, мистецтвознавець, краєзнавець (*1927)
- Рінус Міхелс
- Аслан Масхадов
- Дж. Ф. Кеннан
- Джон Делореан

## Квітень

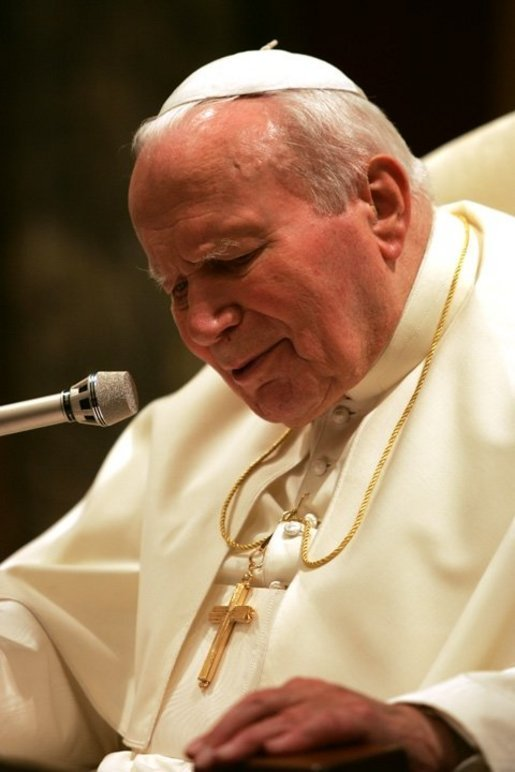
Іван Павло II
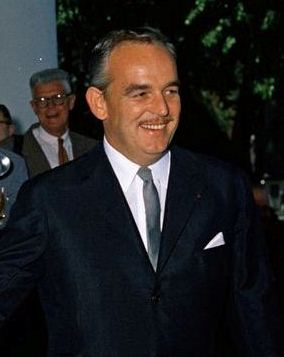
Реньє III

2 квітня — Іван Павло II, 264-й Папа Римський (*1920)
6 квітня — Баранов Борис Олександрович, український інженер-теплоенергетик, ліквідатор наслідків Чорнобильської катастрофи (*1940)
6 квітня — Реньє III, князь Монако (1949—2005) (*1923)
9 квітня — Андреа Дворкін, американська радикальна феміністка і письменниця (*1946)
12 квітня — Кузан Мар'ян, французький композитор і диригент українського походження (*1925)
23 квітня — Андре Гундер Франк, німецький економіст, соціолог і політолог (*1929)
26 квітня — Чайка Роман Михайлович, український археолог-славіст (*1944)
28 квітня — Лівицька-Холодна Наталя Андріївна, українська письменниця, поетеса, перекладачка (*1902)
- Іван Павло II
- Реньє III

## Травень
10 травня — Бруно Мансер, швейцарський активіст енвайронменталізму (оголошений померлим) (*1954)
12 травня — Рибалко Віктор Іванович, кримінальний авторитет на прізвисько «Рибка» (*1950)
13 травня — Климова Олександра Іванівна, радянська, білоруська, російська та українська актриса театру і кіно (*1921)
15 травня — Гундарева Наталія Георгіївна, радянська і російська акторка театру і кіно (*1948)
24 травня — Карл Амері, німецький письменник і активіст природоохоронного руху (*1922)
25 травня — Суніл Датт, індійський кіноактор, політик, продюсер (*1929)
31 травня — Ґоміашвілі Арчил Михайлович, грузинський і російський актор (*1926)

## Червень
1 червня — Джордж Майкен, професійний американський баскетболіст (*1924)
6 червня — Енн Бенкрофт, американська акторка, режисерка, авторка сценаріїв та співачка (*1931)
9 червня — Ульянова Інна Іванівна, радянська і російська актриса (*1934)
13 червня — Алвару Куньял, португальський політичний діяч, письменник (*1913)
17 червня — Яблонська Тетяна Нилівна, українська художниця-живописниця (*1917)
29 червня — Руслан Абдулгані, індонезійський державний і політичний діяч (*1914)
30 червня — Султанов Олексій Файзуллайович, піаніст узбецького походження (*1969)

## Липень
1 липня — Лютер Вендросс, американський соул-співак, автор і продюсер (*1951)
17 липня — Едвард Гіт, прем'єр-міністр Великої Британії (1970—1974) (*1916)
17 липня — Мішулін Спартак Васильович, російський актор (*1926)
18 липня — Вільям Вестморленд, американський воєначальник (*1914)

## Серпень
1 серпня — Коломієць Інна Антонівна, українська скульпторка (*1921)
4 серпня — Данилюк Юрій Зіновійович, український історик (*1958)
4 серпня — Хімко Роман Васильович, український вчений-еколог, громадський діяч (*1952)
6 серпня — Нікулін Валентин Юрійович, радянський, російський актор театру і кіно (*1932)
7 серпня — Євдокимов Михайло Сергійович, радянський та російський гуморист, пародист, актор, співак, телеведучий та політик (*1957)
7 серпня — Пітер Дженнінгс, американський тележурналіст канадського походження (*1938)
19 серпня — Аушра Ауґустінавічюте, литовська економістка і соціологиня, основоположниця соціоніки (*1927)
23 серпня — Чудомир Начев, болгарський лікар (*1936)

## Вересень
3 вересня — Вільям Ренквіст, голова Верховного суду США (1986—2005) (*1924)
5 вересня — Грипич Володимир Григорович, український театральний режисер (*1923)
14 вересня — Роберт Вайз, американський кінорежисер (*1914)
20 вересня — Айзеншпіс Юрій Шмільович, один з найвпливовіших і найбагатших діячів російського шоу-бізнесу (*1945)
21 вересня — Мустай Карім, башкирський радянський поет, письменник і драматург (*1919)

## Жовтень
10 жовтня — Криницина Маргарита Василівна, українська і радянська акторка (*1932)
18 жовтня — Яковлєв Олександр Миколайович, радянський і російський політичний діяч, один з головних ідеологів Перебудови (*1923)
22 жовтня — П'єр Фернандес Арман, французький художник і скульптор (*1928)
24 жовтня — Роза Паркс, американська громадська діячка, з чиїм ім'ям пов'язаний початок масової боротьби чорношкірих за рівні права в Америці (*1913)
24 жовтня — Хрущ Валентин Дмитрович, український художник (*1943)
жовтень — Дарманський Микола Миколайович, український громадський і освітянський діяч (*1945)

## Листопад
5 листопада — Джон Фаулз, англійський романіст, письменник, есеїст (*1926)
7 листопада — Гаспаров Михайло Леонович, радянський і російський літературознавець, філолог, історик і теоретик літератури, перекладач (*1935)
9 листопада — Кочеріл Раман Нараянан, індійський державний і політичний діяч, Президент Індії (1997—2002) (*1920)
12 листопада — Перхач Володимир Степанович, український науковець у сфері електротехніки, електроенергетики, обчислювальної математики та математичного моделювання (*1929)
13 листопада — Едді Герреро, американський професійний борець (*1967)
24 листопада — Пет Моріта, японський актор, сценарист і майстер бойових мистецтв (*1932)
25 листопада — Джордж Бест, північноірландський футболіст (*1946)
29 листопада — Вотінцев Юрій Всеволодович, радянський воєначальник (*1919)
29 листопада — Чендей Іван Михайлович, український письменник, кіносценарист, журналіст, фольклорист, перекладач, співзасновник PEN-Ukraine (*1922)

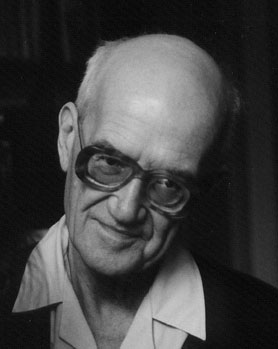
Михайло Гаспаров
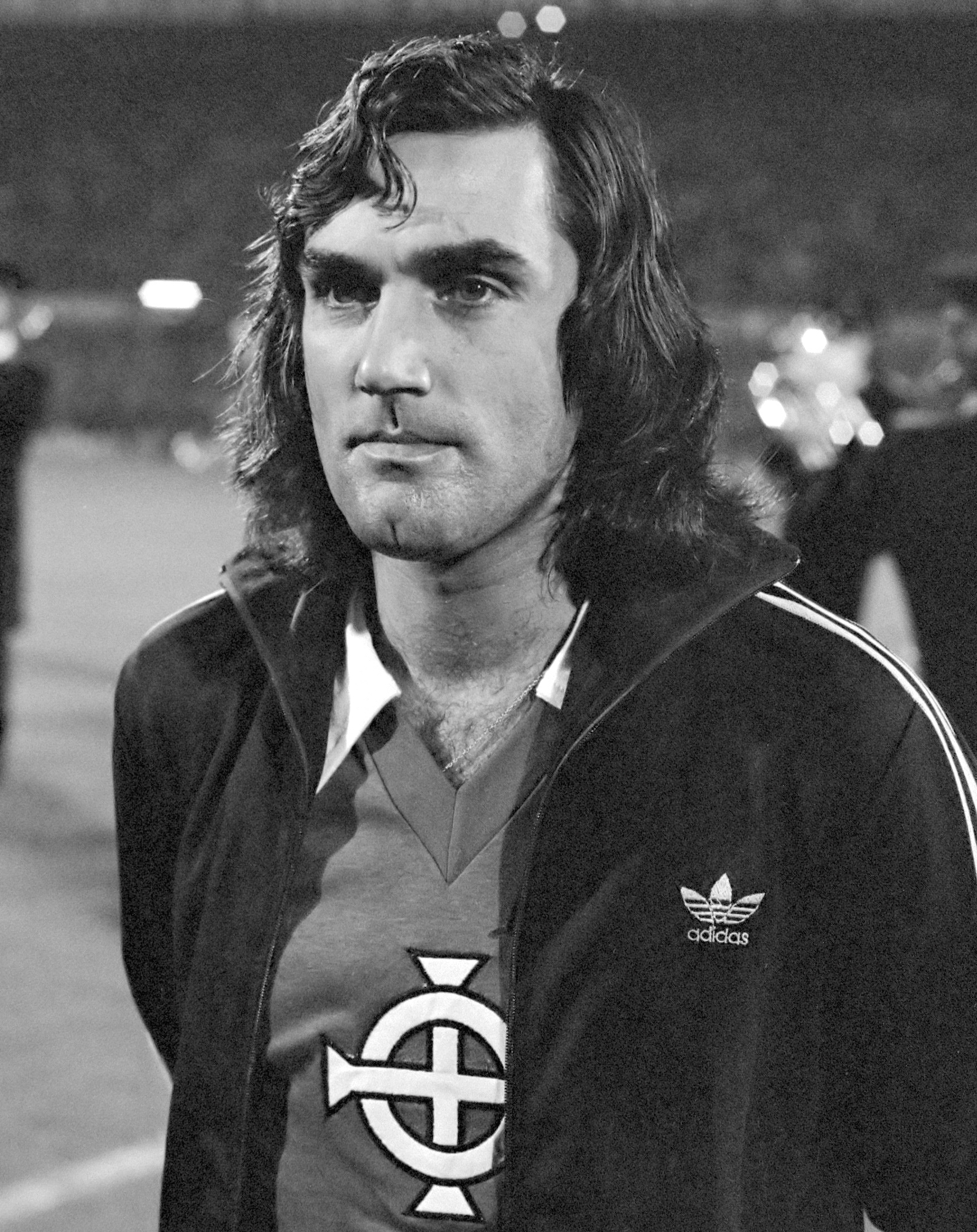
Джордж Бест

## Грудень

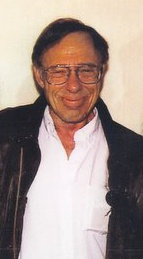
Роберт Шеклі

1 грудня — Ширлі Чисголм, американська політична діячка (*1924)
6 грудня — Єжи Пайончковський‑Дидинський, польський військовик, супердовгожитель (*1894)
8 грудня — Жжонов Георгій Степанович, радянський і російський актор театру і кіно (*1915)
9 грудня — Роберт Шеклі, американський письменник, класик світової фантастики (*1928)
10 грудня — Річард Прайор, американський актор (*1940)
16 грудня — Мелетинський Єлеазар Мойсеєвич, радянський і російський філолог єврейського походження, історик культури, дослідник літератури (*1918)
18 грудня — Беліта, британська фігуристка, танцівниця і кіноакторка (*1923)
24 грудня — Джордж Гербнер, американський дослідник масової комунікації (*1919)
- Роберт Шеклі